# Роотси (Рапламаа)
Ро́отси (эст. Rootsi) — деревня в волости Кохила уезда Рапламаа, Эстония. 

## География и описание
Расположена в 2 км юго-восточнее волостного центра — посёлка Кохила, и в 17 километрах к северу от уездного центра — города Рапла. Высота над уровнем моря — 67 метров. Местность в окрестностях деревни лесисто-болотистая, в 1 км восточнее Роотси протекает река Кейла.
Официальный язык — эстонский. Почтовый индекс — 79815.

## Население
По данным переписи населения 2011 года, в деревне проживали 30 человек, из них 29 (96,7 %) — эстонцы.
По данным переписи населения 2021 года, в деревне насчитывалось 39 жителей, из них 37 (94,9 %) — эстонцы.
Численность населения деревни Роотси по данным переписей населения:
| Год  | 1959 | 1970 | 2000 | 2011 | 2021 |
| ---- | ---- | ---- | ---- | ---- | ---- |
| Чел. | 55   | ↘ 46 | ↘ 26 | ↗ 30 | ↗ 39 |

## История
Деревня в 1920-х годах сформировалась из хуторов, расположенных на землях бывшей мызы Тойс (Тохисоо). Своё название получила по бывшей скотоводческой мызе Роотси (в 1867 году упоминается как Rotsi).
В 1977–1998 годах Роотси была частью деревни Аанду.

## Транспорт
Ближайшая железнодорожная станция расположена в посёлке Кохила. Там останавливаются дизельные поезда, следующие в Таллин, Рапла, Лелле, Тюри, Вильянди, Пярну.
Восточнее деревни проходит автодорога 15 Таллин—Рапла—Тюри.

## Происхождение топонима
В переводе с эстонского Роотси означает «Шведская». В народе считают, что это название произошло от шведов, переселившихся сюда в давние времена.